# John Stallworth
Johnny Lee Stallworth, detto John (Tuscaloosa, 15 luglio 1952), è un ex giocatore di football americano statunitense che ha giocato nel ruolo di wide receiver per tutta la carriera con i Pittsburgh Steelers della National Football League (NFL). Al college ha giocato a football alla Alabama A&M University. È stato inserito nella Pro Football Hall of Fame nel 2002.

## Carriera professionistica
Stallworth fu scelto come 82º assoluto nel Draft NFL 1973 dai Pittsburgh Steelers. Dopo un'annata di studio da rookie, divenne titolare nella sua seconda stagione, conservando tale ruolo per tutta la sua carriera di 165 partite. Stallworth lottò con una serie di infortuni al perone, al piede, alla caviglia, al ginocchio e al tendine del ginocchio che lo costrinsero a perdere 44 gare di stagione regolare.

### Super Bowl
Nel Super Bowl XIII, John pareggiò il record dell'evento ricevendo un passaggio da touchdown da 75 yard da Terry Bradshaw che si rivelò essere quello cruciale nella vittoria degli Steelers 35-31 sui Dallas Cowboys. A causa di crampi alla gamba giocò poco nel secondo tempo, terminando con 3 ricezioni per 115 yard e 2 touchdown.
L'anno successivo, nel Super Bowl XIV, con gli Steelers in svantaggio coi Los Angeles Rams 19-17 all'inizio dell'ultimo periodo di gioco, l'allenatore degli Steelers Chuck Noll chiamò una giocata offensiva denominata "60-Prevent-Slot-Hook-And-Go," uno schema che gli Steelers non erano riusciti a mettere in pratica nell'allenamento prima della grande partita. Con 12 minuti al termine della partita, Bradshaw indietreggiò e lanciò un passaggio lungo per Stallworth, che riuscì ad agguantarlo e a sfuggire alla marcatura di Rod Perry, segnando un touchdown da 73 yard che aprì la strada alla vittoria degli Steelers per 31-19 e del loro quarto Super Bowl. Sports Illustrated considerò tale ricezione talmente importante da mettere Stallworth in copertina nel numero successivo alla partita. In totale, Stallworth fece registrare 3 ricezioni per 121 yard in quella gara.
Stallworth detiene i record del Super Bowl per il maggior numero di yard medie a ricezione (24,4 yard) e per media a ricezione in una singola partita, 40,33 yard nel Super Bowl XIV. Nei playoff segnò un totale di 12 touchdown ed ebbe una striscia di 17 gare consecutive della post-season con almeno una ricezione. Stallworth segnò almeno un touchdown su ricezione in otto gare di playoff consecutive nel periodo 1978–1983, un altro record della NFL.

## Palmarès
- (4) Vincitore del Super Bowl (IX, X, XIII, XIV)
- (4) Pro Bowl (1979, 1982, 1983, 1984)
- (1) First-team All-Pro (1979)
- (1) Second-team All-Pro (1984)
- NFL Comeback Player of the Year Award (1984)
- Pro Football Hall of Fame (classe del 2002)